# کینگا پرایس
کینگا پرایس (لهستانی: Kinga Anna Preis؛ زادهٔ ۳۱ اوت ۱۹۷۱) بازیگر اهل کشور لهستان است.

## گزیدهٔ نقش‌آفرینی‌ها
- لیور (۲۰۱۵)
- فرشته نیرومند (۲۰۱۴)
- خدایان (۲۰۱۴)
- در تاریکی (۲۰۱۱)
- اتاق خودکشی (۲۰۱۱)
- رز (۲۰۱۱)
- مرد ایده‌آل برای دوست‌دخترم (۲۰۰۹)
- خانه تاریک (۲۰۰۹)
- خراش (۲۰۰۸)
- چهار شب با آنا (۲۰۰۸)
- باغ لوئیز (۲۰۰۷)
- تقارن (۲۰۰۳)
- سکوت (۲۰۰۱)
- منم، دزد (۲۰۰۰)
- دروازه اروپا (۱۹۹۹)

### تلویزیون
- صد سال خاندان وینیخ (۲۰۲۰–۲۰۱۹)
- تله (۲۰۱۸)
- قرارداد (۲۰۱۵)
- خون از خون (۲۰۱۵–۲۰۱۴)
- قانون حقیقی (۲۰۱۳)
- بدون پنهان‌کاری (۲۰۱۱)
- پدر متیو (۲۰۰۸ تاکنون)
- کارول: مردی که پاپ شد (۲۰۰۵)
- کارآگاهان جنایی (۲۰۰۴)
- قوانین نانوشته (۱۹۹۶)